# Agrostis triaristata
Agrostis triaristata é uma espécie de gramínea do gênero Agrostis, pertencente à família Poaceae.